# ۱۳۳۸ (خورشیدی)
۱۳۳۸ هزار و سیصد و سی و هشتمین سال هجری خورشیدی سالی عادی است.

## رویدادها
- تشکیل شهر شوط در استان آذربایجان غربی
- تأسیس دانشگاه شهید بهشتی
- تأسیس باشگاه فوتبال نساجی مازندران

## زادروزها
- ۱ فروردین - عطاءالله سلمانیان، بازیگر ایرانی
- ۱ فروردین - حشمت‌الله طبرزدی، روزنامه‌نگار و فعال دانشجویی و سیاسی
- ۱ فروردین - سید حسن قاضی‌زاده هاشمی، وزیر بهداشت و درمان ایران در کابینهٔ حسن روحانی
- ۱ فروردین - سلمان هراتی، شاعر
- ۱۰ فروردین - یدالله جلالی پندری، استاد دانشگاه یزد، عضو فرهنگستان زبان و ادب فارسی
- ۱۹ فروردین - صادق محصولی، وزیر کشور ایران در دولت نهم و وزیر کار، رفاه و امور اجتماعی در دولت دهم
- ۵ مهر - کمال تبریزی، کارگردان
- ۱۸ مهر - مهدی زین‌الدین، نظامی ایرانی
- ۷ بهمن - سید محمدعلی ابطحی، رئیس دفتر و معاون ریاست‌جمهوری در دورهٔ محمد خاتمی
- ۴ اسفند - منصور اُسانلو، از رهبران سندیکای کارگران شرکت واحد اتوبوسرانی تهران و حومه (شرکت واحد)
- ۱۸ اسفند - لیلی افشار، نوازندهٔ گیتار کلاسیک
- ۱۸ اسفند - مصطفی پورمحمدی، روحانی و سیاستمدار تندروی ایرانی

تاریخ نامعلوم
- محمدرضا اسکندری: وزیر جهاد کشاورزی ایران در دولت اول محمود احمدی‌نژاد
- غلامحسین «عصابه‌دست» معروف به غلامحسین الهام: حقوق‌دان و وزیر دادگستری در دولت اول محمود احمدی‌نژاد
- شکوفه تقی: نویسنده، روان‌شناس ایرانی
- حمیدرضا حاجی‌بابایی: دولتمرد ایرانی
- منظر حسینی: نویسنده، شاعر و روان‌شناس ایرانی
- عبدالرضا رحمانی فضلی: سیاستمدار ایرانی
- مسعود سلطانی‌فر: سیاستمدار اصلاح‌طلب ایرانی
- سید عزت‌الله ضرغامی: رئیس پیشین سازمان صداوسیمای جمهوری اسلامی ایران
- ایرج طهماسب: مجری تلویزیونی، بازیگر، کارگردان و فیلمنامه‌نویس ایرانی
- علیرضا علی‌احمدی: وزیر آموزش و پرورش سابق ایران در دولت محمود احمدی‌نژاد
- اکبر گنجی: نویسنده، روزنامه‌نگار و فعال سیاسی ایرانی

## درگذشت‌ها
- ۲ اردیبهشت - فضل‌الله دهش، ملقب به عطاءالملک، پدرش حاج محمدحسین شیرازی تاجر شیرازی بود. او در سال ۱۳۰۰ نخستین کارخانهٔ نساجی اصفهان را تأسیس کرد
- ۲۰ اردیبهشت - محمدابراهیم محقق، عالم دینی و مرجع تقلید منطقه‌ای در قزوین
- ۱۴ مرداد - قمرالملوک وزیری، خوانندهٔ آوازهای موسیقی سنتی ایرانی
- ۲۷ مهر - ابراهیم حکیمی، سیاستمدار و نخست‌وزیر دورهٔ محمدرضاشاه پهلوی
- ۱۳ دی - نیما یوشیج، شاعر ایرانی، ملقب به «پدر شعر نوِ فارسی»